# Hazel Edwards
Hazel Edwards (născută în 1945) este o scriitoare de origine australiană ce a scris 200 de cărți, printre care se numără cartea clasică pentru copii, There's a Hippopotamus on our Roof Eating Cake (Este un hipopotam pe acoperiș și mănâncă prăjituri), ce a aniversat recent a 30-a aniversare. Hazel a fost nominalizată pentru 2012 la Astrid Lindgren Memorial Award, ce este cel mai mare premiul pentru literatura pentru copii și adulți.
1. ↑  Hazel Edwards, SNAC, accesat în 9 octombrie 2017